# Maria Żabkiewicz
Maria Żabkiewicz (Żabkiewiczówna), także Marie Yolande Dilworth (ur. 28 sierpnia 1908 w Wilnie, zm. w lutym 1981 w Filadelfii) – polska uczestniczka konkursów piękności. Miss Polonia 1934.

## Życiorys
Maria Żabkiewiczówna pochodziła z wileńskiej rodziny Żabkiewiczów, miała trzech braci i siostrę. Jej ojciec był nauczycielem w gimnazjum.
Matka Marii nagle zmarła w 1925 roku, a niedługo później, niemogący poradzić sobie z tą decyzją, ojciec Marii, popełnił samobójstwo. Po ukończonym liceum, wciąż mieszkając w Wilnie, Maria była zmuszona rozpocząć pracę, gdyż samodzielnie utrzymywała rodzeństwo. Została zatrudniona jako kasjerka w biurze podróży Wagons-Lits Cook, a w 1929 została przeniesiona do warszawskiego oddziału firmy i na stałe zamieszkała w stolicy. Przez współpracowników była określana jako sumienna i poszukująca sławy, chcąca być wyjątkową.
Na początku 1934 tygodnik Na Szerokim Świecie zorganizował całoroczny konkurs, który promował różne typy urody polskich dziewcząt. Maria zgłosiła swój udział, a numer z jej fotografią ukazał się 18 marca 1934. Niedługo po publikacji artykułu Maria Żabkiewiczówna została ogłoszona przez komitet paryski (który bazował na zdjęciach publikowanych w gazecie) – Miss Polonia 1934. Gremium francuskie wybrało na własną rękę polską piękność, ponieważ od wyboru Zofii Batyckiej w 1930 roku, w Rzeczypospolitej zaniechano oficjalnego konkursu Miss Polonii. Tytuł ten przyznano Żabkiewiczównie listownie, wówczas wyjechała 15 lipca 1934 do Paryża, gdzie została zaproszona jako polska delegatka na organizowany przez Maurice’a de Waleffe konkurs Miss Europe, finał konkursu miał miejsce 8 września 1934 w Hastings.
We Francji poznała Amerykanina Williama L. Dilwortha, który się w niej zakochał. Po wybuchu II wojny światowej Żabkiewiczówna wyjechała do Stanów Zjednoczonych, gdzie w 1941 w Filadelfii para się pobrała. Małżeństwo Marii i Williama było bezpotomne. Dilworthowie mieszkali w domu, w którym mieszkał George Washington, zanim został prezydentem Stanów Zjednoczonych. 13 grudnia 1945 Maria Dilworth otrzymała amerykańskie obywatelstwo. Na krótko przed śmiercią przybyła do Polski w odwiedziny do niewidzianych przez wiele lat krewnych.

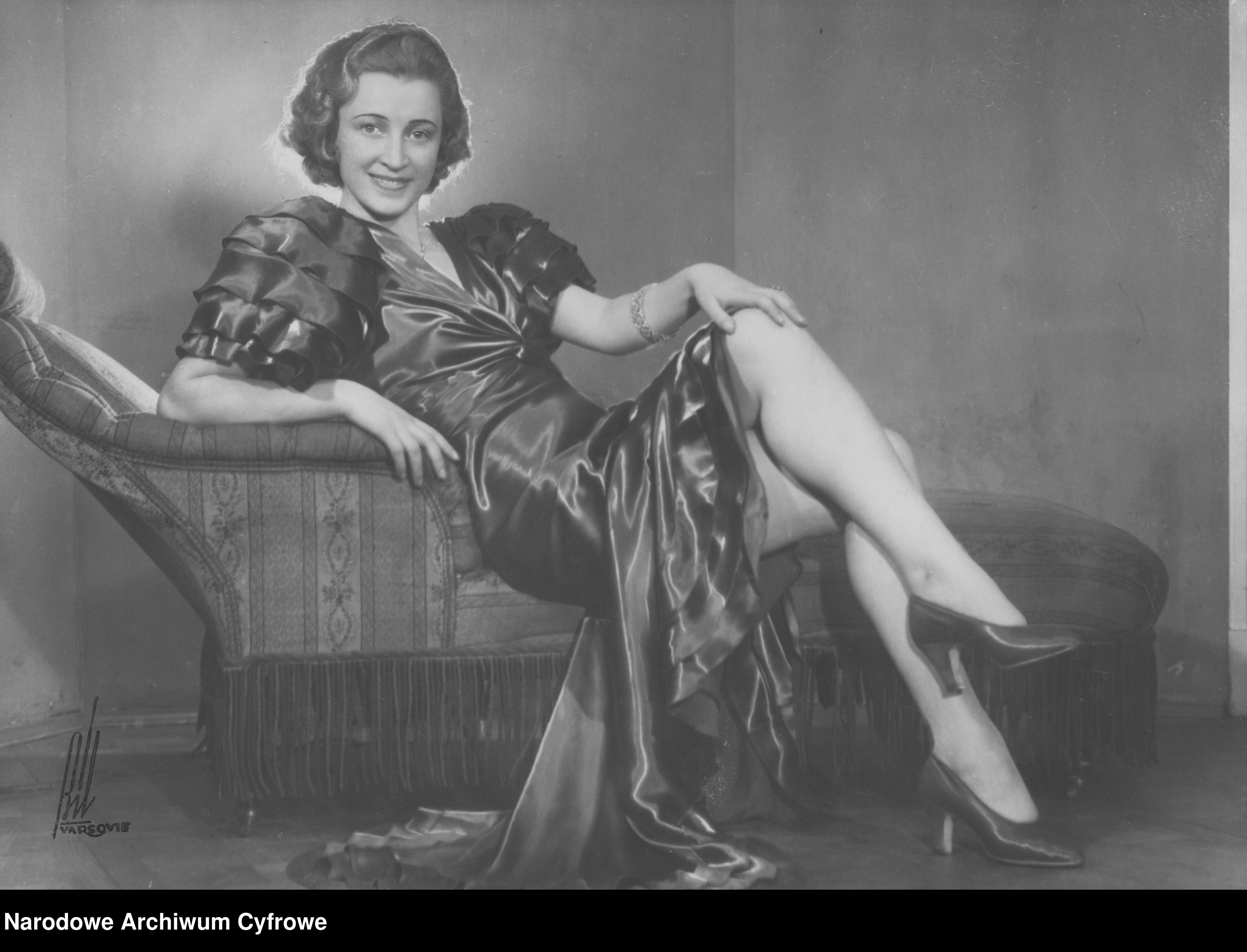
Domena publiczna, Narodowe Archiwum Cyfrowe